# Giro dell'Appennino 1948
Il Giro dell'Appennino 1948, nona edizione della corsa, si svolse il 20 agosto 1948, su un percorso di 222 km. La vittoria fu appannaggio dell'italiano Settimio Simonini, che completò il percorso in 6h47'16", precedendo i connazionali Severino Canavesi e Vincenzo Rossello.
I corridori che partirono da Pontedecimo furono 54, mentre coloro che tagliarono il medesimo traguardo furono 35. 

## Ordine d'arrivo (Top 10)
| Pos. | Corridore           | Squadra            | Tempo    |
| ---- | ------------------- | ------------------ | -------- |
| 1    | Settimio Simonini   | Viani Cral Imperia | 6h47'16" |
| 2    | Severino Canavesi   | Viscontea          | a 1'30"  |
| 3    | Vincenzo Rossello   | Legnano            | a 1'36"  |
| 4    | Vitaliano Lazzerini | Arbos              | s.t.     |
| 5    | Leo Castellucci     | Legnano            | s.t.     |
| 6    | Angelo Mazzola      | -                  | s.t.     |
| 7    | Egidio Feruglio     | Wilier Triestina   | a 1'48"  |
| 8    | Angelo Fumagalli    | Atala              | a 2'14"  |
| 9    | Egidio Marangoni    | Viani Cral Imperia | a 3'12"  |
| 10   | Pietro Ferrari      | C.V. Alessandrino  | a 3'57"  |